# 硫叶立德
硫葉立德，又名硫鎓内鹽，是葉立德的一種。其中碳帶負電荷，與其相鄰的硫帶正電荷，因此是兩性離子的一種。跟其他葉立德一樣，硫葉立德在有機合成中有很多應用。
硫葉立德有以下共振式：
硫葉立德有不同種類，如下：
它最早於1961年由William Johnson發現。

## 合成
烷亞甲基型硫葉立德可以有二甲硫醚與碘甲烷反應成鹽，再與强鹼（如氫化鈉等）反應製備而成。
而亞碸型葉立德（又名氧硫葉立德）可以由二甲亞碸與碘甲烷，再經過氨基鈉處理製備而成。
硫葉立德非常不穩定，一般在反應中原位製備並進行反應。

## 反應
硫葉立德可以與醛、酮、α,β-不飽和羰基化合物、亞胺等含有雙鍵的有機化合物發生約翰遜–科里–柴可夫斯基反應，生成環丙烷、環氧化合物和氮雜環丙烷等三元環。反應式如下：
反應機理如下：
反應首先是硫葉立德對底物（羰基、亞胺基團等）的親核加成，然後發生分子内的親核取代反應形成三元環，鋶正離子離去，形成產物。

## 重要性
硫葉立德是一種非常有用的有機試劑，很多個全合成都使用了它。
其中，硫葉立德的約翰遜–科里–柴可夫斯基反應提供了一條由醛、酮爲原料有效合成環氧化合物的途徑。